# Hado de los Noldor
El Hado de los Noldor (también llamado Maldición de Mandos, Profecía del Norte y Profecía de Mandos) es, en el universo imaginario de J. R. R. Tolkien que se describe en El Silmarillion, la profecía dicha al finalizar las Edades de los Árboles en el extremo norte de Aman por parte del vala Mandos, después de la matanza de los Hermanos en Alqualondë. 
Durante el éxodo y exilio de los Noldor que siguió a la matanza de Alqualondë, estos se dirigieron al norte de Aman. En el desierto de Araman, que se encuentra antes de los hielos del Helcaraxë, una figura apareció ante ellos sobre las montañas Pelóri y dijo la profecía que condenaría a los Noldor. 
Todos escucharon con terror lo que se dijo allí. Sin embargo, Fëanor y sus hijos contestaron con orgullo que, a pesar de la profecía anunciada, los Noldor harían hazañas en Tierra Media dignas de ser cantadas por siempre. Fue así que Fëanor y sus hijos comenzaron sus planes para ir a la Tierra Media en los barcos robados a los Teleri.
Por su parte, Finarfin decidió no continuar con los Noldor; con los pocos que quisieron acompañarlo regresó a Aman, donde fue perdonado y nombrado Rey Supremo de los Noldor. Ante esta defección, Fëanor desconfió del resto de los Noldor que sí permanecieron con él (Fingolfin, sus hijos y los hijos de Finarfin), y decidió abandonarlos a su suerte en Aman. Cuando tuvo oportunidad escapó al exilio en los barcos Teleri con sus hijos y sus seguidores inmediatos. De esta manera, se puso en marcha la profecía.

## Texto de la Maldición de Mandos
La Maldición de Mandos es una profecía que engloba muchos de los hechos que, a partir de entonces, sucederán a los Noldor. Aunque como toda profecía puede ser interpretada de muchas maneras, en la obra de J. R. R. Tolkien, en especial en El Silmarillion, se pueden identificar fácilmente los hechos a los que hace referencia la Maldición de Mandos:

Lágrimas innumerables derramaréis; y los Valar cercarán Valinor contra  vosotros, y os dejarán fuera, de modo que ni siquiera el eco de vuestro lamento pasará sobre las montañas.
Sobre la Casa de Fëanor la cólera de los Valar cae desde el Occidente hasta el extremo Oriente, y sobre todos los que los sigan caerá del mismo modo.
El juramento los impulsará, pero también los traicionará, e incluso llegará a arrebatarles los mismos tesoros que han jurado perseguir.
A mal fin llegará todo lo que empiecen bien; y esto acontecerá por la traición del hermano al hermano, y por el temor a la traición. Serán para siempre los Desposeídos.
Habéis vertido la sangre de vuestros parientes con injusticia y habéis manchado la tierra de Aman. Por la sangre devolveréis sangre y más allá de Aman moraréis a la sombra de la Muerte. Porque aunque Eru os destinó a no morir en Eä, y ninguna enfermedad puede alcanzaros, podéis ser asesinados, y asesinados seréis: por espada y por tormento y por dolor; y vuestro espíritu sin morada se presentará entonces ante Mandos.
Allí moraréis durante un tiempo muy largo, y añoraréis vuestro cuerpo, y encontraréis escasa piedad, aunque todos los que habéis asesinado rueguen por vosotros. Y a aquellos que resistan en la Tierra Media y no comparezcan ante Mandos, el mundo los fatigará como si los agobiara un gran peso, y serán como sombras de arrepentimiento antes que aparezca la raza más joven.
Los Valar han hablado.

### Análisis de la profecía
Las siguientes son interpretaciones de algunas partes de la Maldición de Mandos:

Lágrimas innumerables derramaréis; y los Valar cercarán Valinor contra vosotros, y os dejarán fuera, de modo que ni siquiera el eco de vuestro lamento pasará sobre las montañas.

Se refiere al Ocultamiento de Valinor, en el que los Valar llenan el mar de Belegaer, cerca de Aman, con islas encantadas, de forma que ningún marinero pueda pasar por ellas sin perderse para siempre o morir hundido. Esto le sucede tanto a los marineros enviados por Turgon de Gondolin como a Eärendil durante sus primeros viajes, y en el último queda perdido hasta que Elwing llega con el Silmaril con ayuda de Ulmo. Por otro lado, la frase "lágrimas innumerables derramaréis..." se interpreta como una referencia a la "Dagor Nírnaeth Arnoediad" (la batalla de las lágrimas innumerables), la gran derrota de los ejércitos de los Noldor en Tierra Media. Esta debacle fue causada principalmente por la traición de los hombres que habían jurado combatir bajo la bandera de Maedhros, hijo de Fëanor, contra Morgoth.

Sobre la Casa de Fëanor la cólera de los Valar cae desde el Occidente hasta el extremo Oriente, y sobre todos los que los sigan caerá del mismo modo. El juramento los impulsará, pero también los traicionará, y aún llegará a arrebatarles los mismos tesoros que han jurado perseguir.

Se refiere al hecho de que, no importando las consecuencias, tanto Fëanor como sus hijos, o cualquiera que los siga, se verán impulsados a cumplir el juramento de Fëanor que pronunciaron en Aman, y sin embargo nunca llegarán a cumplirlo. La cuestión de quiénes lo sigan implicó durante la Primera Edad del Sol no solamente a los Noldor, sino a cualquiera que se inmiscuyera con los Silmarils, como lo fue el reino de Doriath, su rey Thingol, los Edain, los Sindar, etc. Además, el mismo juramento provocará traición y dolor. Véase por ejemplo lo que sucedió en la Caída de Doriath o en la tercera matanza de elfos contra elfos, donde varios de los hijos de Fëanor murieron a causa de querer cumplir el juramento. 

A mal fin llegará todo lo que empiecen bien; y esto acontecerá por la traición del hermano al hermano, y por el temor a la traición. Serán para siempre los Desposeídos.

Durante toda la Primera Edad, los príncipes Noldor fundaron reinos y ciudades que llegaron a tener gran renombre; sin embargo conforme se iba acercando el fin, Morgoth fue conquistando una a una todas ellas, lo mismo las que se le oponían abiertamente como las que estaban ocultas. De alguna manera aquí se puede ver aquello de que todo lo que empezaron bien llegaría a mal fin; además gran parte de estas caídas suceden por traiciones (v.gr. Maeglin y Gondolin) o por temor a ellas (v. gr. las caídas de Nargothrond y Doriath). El título de Desposeídos se puede referir tanto al hecho de que ni Fëanor ni sus hijos llegaron a tener los Silmarils, sino que terminaron en el aire, la tierra y el mar; o al hecho de que el título de Rey Supremo de los Noldor pasó de Fëanor a Fingolfin, gracias a que el hijo mayor de Fëanor, Maedhros, otorgó el título a su tío al morir su padre, intentando restablecer las relaciones de todos los Noldor para unirse contra Morgoth.

Habéis vertido la sangre de vuestros parientes con injusticia y habéis manchado la tierra de Aman. Por la sangre devolveréis sangre y más allá de Aman moraréis a la sombra de la Muerte.

En referencia obvia tanto a la matanza de Alqualondë como al hecho de que los Noldor morirán de la misma manera.

Porque aunque Eru os destinó a no morir en Eä, y ninguna enfermedad puede alcanzaros, podéis ser asesinados, y asesinados seréis: por espada y por tormento y por dolor; y vuestro espíritu sin morada se presentará entonces ante Mandos. Allí moraréis durante un tiempo muy largo, y añoraréis vuestro cuerpo, y encontraréis escasa piedad, aunque todos los que habéis asesinado rueguen por vosotros.

En referencia tanto al tipo de muerte que encontrarán los Noldor, como al hecho de que, una vez en Mandos, les será difícil salir de ahí. Esto sucede claramente con Fëanor, de quien se dice que nunca saldría de Mandos hasta que el mundo terminara. Sobre el resto de los Noldor o de los príncipes Noldor, no se sabe si salieron o no pronto, aunque de algunos se supondría que sí por los hechos que hicieron en la Tierra Media. Se sabe de dos que sí salieron: Finrod el hijo mayor de Finarfin, que murió defendiendo a Beren, y Glorfindel de Gondolin, que murió defendiendo a Eärendil y sus padres de un Balrog durante la caída de esta ciudad.

Y a aquellos que resistan en la Tierra Media y no comparezcan ante Mandos, el mundo los fatigará como si los agobiara un gran peso, y serán como sombras de arrepentimiento antes que aparezca la raza más joven. Los Valar han hablado.

Por último, para aquellos que no encontraran la muerte asesinados, de todas formas su existencia les será fatigosa y se cansarán pronto del mundo (antes de que lleguen los hombres). Lo mismo sucedió con los Noldor durante la Primera Edad, como con los que siguieron en la historia (por ejemplo, Galadriel, que al finalizar la Tercera Edad del Sol ya añoraba regresar al Oeste, sin poder hacerlo hasta que pasó la última prueba con el Anillo Único).